# AV Pallas '67
AV Pallas '67 is een atletiekvereniging  in de Nederlandse stad Wageningen. De vereniging is onderdeel van de Atletiekunie. De vereniging heeft ongeveer 450 leden van bijna alle leeftijden. De jeugdleden beoefenen atletiek in de brede zin van het woord. De volwassenen zijn merendeels hardlopers, van 800 m op de baan, loopjes op onverharde paden, tot marathon. Het gaat zowel om recreanten als wedstrijdlopers. Daarnaast is er een kleine, maar actieve groep sprinters, werpers en springers. Verder heeft Pallas een recreatieve bootcampgroep. 

## Oprichting en korte historie
De vereniging werd op 1 april 1967 opgericht, na de opheffing van de atletiekafdeling van gymnastiekvereniging HBS begin 1967. Vanaf 1972 trainen de leden op de atletiekbaan van het sportcentrum ‘de Bongerd’ van de Wageningen Universiteit. Vanaf 1974 delen ze de baan met de studentenatletiekvereniging WAV Tartlétos. In de zomer van 2006 is de oude sintelbaan uit 1972 vervangen door een blauwe kunststofatletiekbaan. Deze realisatie was onder andere mogelijk doordat de gemeente Wageningen een bedrag schonk. Het huidige clubhuis is het eerste clubhuis van de vereniging. Het op 2 april 2016 officieel geopende clubhuis is door de leden zelf gebouwd met deels hergebruikt materiaal.

## Bevrijdingsvuur
Vanaf haar oprichting werd de vereniging betrokken bij de bestaande jaarlijkse fakkelloop die op 4 mei het bevrijdingsvuur naar Wageningen bracht. In 1970 werd Pallas zelfs uitgenodigd om op 5 mei de fakkel in estafette naar Rotterdam te brengen, waar in een grootse plechtigheid koningin Juliana er het bevrijdingsvuur mee ontstak. Pallasmedeoprichter Jan van Schaik liep de laatste kilometers voorop en overhandigde de fakkel aan de majesteit. 'Ik vond het een hele eer,' zegt Van Schaik in het lustrumclubblad uit 2017. 'Ze zei iets van: hoe ging het?'. De rol van Pallas '67 op 4 mei is verdwenen sinds 2011, toen het Bevrijdingsvuurmonument werd ontstoken bij de studentenvereniging Ceres. Wel wordt dit vuur elk jaar op 19 september ceremonieel ververst. Lopers van Pallas '67 brengen dan via een nachtelijke fakkelloop het bevrijdingsvuur mee uit Eindhoven. Dit vuur is dan net uit Bayeux, Normandië, opgehaald.

## Herkomst naam
De traditie met het bevrijdingsvuur is ook min of meer de reden dat Pallas '67 aan haar naam is gekomen. Pallas Athena is de naam van een godin uit de Griekse mythologie. Zij was een dochter van de oppergod Zeus. Zij waakte over de stad Athene en er werden talrijke feesten ter ere van haar georganiseerd. Het bekendste feest, de Panathenaeën, keerde jaarlijks terug en één keer in de vier jaar werd het heel groots gevierd met spelen gedurende een week. Dit was het feest waarbij religieuze festiviteiten werden afgewisseld met wedstrijden, zoals hardlopen en hoogspringen. Het begon midden in de nacht met een fakkelloop. De spelers moesten in estafettevorm naar het altaar van Athena op de Akropolis. Wie daar het eerste was met een brandende fakkel, had gewonnen.

## Bos en Vallei Cross
In het najaar van 1971 vond in ’t Paviljoen op de Grebbeberg de oprichtingsvergadering plaats van het BVC-circuit (Betuwe Vallei Cross-circuit). Het concept van het cross-circuit was als volgt: Vijf atletiekverenigingen in de regio (Pallas ’67 uit Wageningen, Climax uit Ede, Arena uit Rhenen, VAV uit Veenendaal en TEC uit Tiel) organiseerden elk een crossloop. Inmiddels is de cross in Tiel verdwenen en bestaat het circuit uit vier crosslopen. Dit bracht ook een naamsverandering met zich mee: BVC staat tegenwoordig voor Bos en Vallei Cross. 

## Singelloop
De Singelloop was van oorsprong een studentenestafetteloop door Wageningen, voor het eerst georganiseerd rond 1955. Vanaf de editie van 1976 waren ook Pallas '67 en Tartlétos bij de organisatie betrokken. Rond 1978 deden meer dan tweehonderd lopers mee. De Singelloop had toen een lengte van 5 kilometer. Start en finish waren in die jaren op de Markt, wat het voor de lopers en organisatie makkelijk maakte om onmiddellijk na de finish een terras op te zoeken. De loop was soms op 5 mei, maar later steeds vaker op 30 april, Koninginnedag. Op een gegeven ogenblik nam het deelnameaantal af, ook omdat het niet meer mocht om door de Hoogstraat te lopen. Na 2006 werd de loop daarom niet meer georganiseerd.

## Wageningen Track Meetings
Sinds de kunststofbaan aanwezig is, organiseert Pallas '67 drie keer per jaar een open baanwedstrijd. Deze wedstrijden zijn inmiddels een begrip bij atletiekminnend Nederland. 

## Bekende leden
Mireille Baart is lid van Pallas '67. Zij werd onder andere Nederlands kampioene op de marathon in 2017.